# Qiao Ren-liang
Qiao Renliang (Chino simplificado: 乔任梁, Chino tradicional: 喬任梁) también conocido como Kimi Qiao, fue un actor, cantante, compositor y modelo chino.

## Biografía
Se entrenó en el "Shanghai Dianji University" (上海电机学院).
Hablaba varios idiomas, entre ellos: mandarín, dialecto de Shanghái e inglés.
Fue buen amigo de la actriz Joe Cheng (quien aún visita a los padres de Qiao después de su muerte).
En el 2015 fue diagnosticado con depresión. Lamentablemente el 16 de septiembre del 2016 fue encontrado muerto en su departamento en Qishun Road, en el Distrito de Putuo, Shanghái. Después de una investigación, la policía anunció que la causa de su muerte había sido suicidio aparentemente relacionado con la depresión que tenía. Al momento de su muerte tenía 28 años.

## Carrera

### Televisión y cine
En marzo del 2015 se unió al elenco principal de la serie Cruel Romance (锦绣缘华丽冒险) donde dio vida a Xiang Yingdong, un joven maestro gentil y divertido, que busca la independencia desde pequeño pero que esconde su dolor y luchas internas aparentando ser un playboy.
En julio del 2016 se unió al elenco de la serie Never Gone (también conocida como "So Young 2: So You're Still Here") donde interpretó a Shen Ju'an, el exnovio de Su Yunjin (Liu Yifei).
El 11 de diciembre del mismo año se estrenó la serie Stay with Me (放棄我，抓緊我) donde interpretó a Huo Xiao, el CEO de Ling Long y amigo de la infancia de Li Weiwei (Joe Cheng).

### Música
Formó parte del sello discográfico "Warner Music China".
El 10 de diciembre del 2016 el sello discográfico lanzó su álbum póstumo titulado "KIMI", la agencia anunció que había elegido esa fecha para el lanzamiento, ya que, los dos álbumes anteriores de Qiao se habían lanzado en el mismo día, tanto en el 2009 como en el 2012.

## Filmografía

### Series de televisión
| Año         | Título                                            | Personaje                                   | Notas        |
| ----------- | ------------------------------------------------- | ------------------------------------------- | ------------ |
| 2018        | The Snow Queen                                    | Chen Leizhi                                 | 35 episodios |
| 2016 - 2017 | Stay with Me                                      | Huo Xiao                                    | 39 episodios |
| 2016        | Customize Happiness (定制幸福)                    | Zhan Wang                                   | 38 episodios |
| 2015        | Code Name (代号)                                  | Feng Jiusi                                  | 37 episodios |
| 2015        | Tour Between Two Lovers (向幸福出发)              | Ren Yifan                                   | 34 episodios |
| 2015        | Cruel Romance (锦绣缘华丽冒险)                    | Xiang Yingdong                              | 40 episodios |
| 2014        | Love Is Back (爱情回来了)                         | Cheng Lei                                   | 41 episodios |
| 2014        | Tiny Times 1.0: Origami Times (小时代之折纸时代)  | Chong Guang                                 | 32 episodios |
| 2014        | Wonder Lady 3 (极品女士 3)                        | -                                           |              |
| 2013        | The Queen of SOP 2 (胜女的代价2)                  | Bai Jiawei                                  | 22 episodios |
| 2013        | DBI (新神探联盟之包大人来了)                      | Bai Yutang                                  |              |
| 2013        | Legend of Lu Zhen (陆贞传奇)                      | Gao Yan, Emperador Xiaozhao del Norte de Qi | 59 episodios |
| 2012        | My Economical Man (我的经济适用男)                | Yang Fan                                    |              |
| 2012        | The Glamorous Imperial Concubine (倾世皇妃)       | Emperador Taizu de Song                     |              |
| 2011        | Sunny Piggy Jiumei (春光灿烂猪九妹)               | Sun Wukong                                  |              |
| 2010        | New One Plum Blossom (新一剪梅)                   | Xing Zhengyang                              |              |
| 2009        | Go for It! The Prince of Tennis ( 加油！网球王子) | Qi Yuan                                     |              |

### Películas
| Año  | Título                          | Personaje     | Notas                                                                           |
| ---- | ------------------------------- | ------------- | ------------------------------------------------------------------------------- |
| 2016 | Days of Our Own                 | Guo Yuchen    | junto a Zhao Liying, Gui Gui, Ban Jiajia, Van Fan y Feng Mingchao               |
| 2016 | Never Gone                      | Shen Ju'an    | junto a Kris Wu, Liu Yifei, Li Meng, Jin Shijia, Li Qin y Chen Xinyu            |
| 2016 | Wall Lords                      | Ah Hui        | junto a Anna Kay (叶子淇)                                                       |
| 2015 | Surprise                        | Benboerba     | junto a Ma Tianyu, Chen Bolin, Bai Ke, Yang Zishan, Mike Angelo y Liu Xunzimo   |
| 2015 | Magic Card                      | A Zhi         | junto a Zhang Xinyu, Simon Yam, Dada Chan y Maria Grazia Cucinotta              |
| 2014 | Night Mail                      | Xiao Liang    | junto a Ren Quan, Zhang Yangguoer, Li Yu y Zhou Hong                            |
| 2014 | Night of Adventure              | Tuoniao       | junto a Yan Ni, Geng Le, Shao Bing y Bao Bei'er                                 |
| 2013 | Night Night Night               | Di Xiaojie    |                                                                                 |
| 2013 | Thousand City                   | Qi Gang       |                                                                                 |
| 2013 | Yue Chao                        | Qi Gang       |                                                                                 |
| 2012 | Good-For-Nothing Heroes         | Peng Da       | junto a Lan Yan y Shi Yanfei                                                    |
| 2012 | The Zodiac Mystery              | Chen Xiaojun  | junto a Tong Dawei, Liu Yan, Du Haitao, Qin Hao, Song Ningfeng y Zhang Junhan   |
| 2012 | To Forgive                      | Li Chun       | junto a Calvin Yu, Vivian Wu y Law Kar-ying                                     |
| 2012 | 11 Flowers                      | Du Hongjun    | junto a Liu Wenqing, Yan Ni, Wang Buqu, Mo Shiyi y Wang Ziyi                    |
| 2012 | Di Xiaojie Chronicles           | Di Xiaojie    |                                                                                 |
| 2011 | A Big Deal                      | Liu Yijun     | junto a Lan Cheng-lung, Han Chae-young, Chapman To, Andy Hui y Tong Yao         |
| 2011 | East Meets West                 | Ju Ge         | junto a Kenny Bee, Eason Chan, Ekin Cheng, Yang Mi, William Chan y Tiffany Tang |
| 2011 | Sleepless Fashion               | Wu Yang       | junto a Vic Chou, Vivian Hsu y Molly Wang                                       |
| 2011 | One Step Away                   | Yang Yang     |                                                                                 |
| 2011 | Love Letter                     | Xiao Feng     |                                                                                 |
| 2011 | Whistle Loud                    | -             |                                                                                 |
| 2011 | Stop it, another day            | Zhao Xiaochen |                                                                                 |
| 2011 | Quit Smoking, Not Quit Drinking | Lin Hongxing  | junto a Cya Liu Ya-Se, Vivian Wu, Kristy Yang y Wang Xun                        |
| 2010 | Wall Lords                      | A Hui         |                                                                                 |
| 2009 | One Night in Supermarket        | Li Junwei     | junto a Xu Zheng, Li Xiaolu, Yang Qing y Zhang Jiayi                            |

### Programa de variedades
| Año              | Programa                | Notas                   |
| ---------------- | ----------------------- | ----------------------- |
| 2009, 2015, 2016 | Happy Camp              | 5 episodios - invitado  |
| 2015             | We Are in Love Season 1 | miembro - junto a Xu Lu |

### Revistas / sesiones fotográficas
| Año  | Título            | Notas |
| ---- | ----------------- | ----- |
| 2015 | Cosmo Bride China |       |
| 2015 | SoCooL            |       |

## Discografía

### Álbum
| Fecha de lanzamiento    | Título    | Lista de Canciones | Notas |
| ----------------------- | --------- | --- | ----- |
| 10 de diciembre de 2012 | "Pin.K"   | 1. Fu Huo (復活) 2. You Are Beautiful 3. Boom Boom Boom 4. Yu Wo Wu Guan (與我無關) 5. You Ni (有你) 6. Xiao Hua (笑話) 7. Ji Xu Ai Ni (繼續愛你) 8. Ni Ai De Kou Wei (你愛的口味) 9. Gen Wo Hui Jia De Mo (跟我回家的貓) 10. Bai (掰) |       |
| 13 de diciembre de 2010 | "Diamond" | 1. Meng Xiang De Chuang (夢想的窗) 2. He Ni Zai Yi Qi (和你在一起) 3. Diamond (鑽石) 4. Yin Tian Qi Qiu (陰天氣球) 5. Oh My Angel 6. Liang Bian (兩邊) 7. Happy Birthday 8. Ye Feng (夜風) 9. Niang Nian (想念) 10. Tonight            |       |

### Álbum especial
| Fecha de lanzamiento    | Título                  | Lista de Canciones | Notas                                                             |
| ----------------------- | ----------------------- | --- | ----------------------------------------------------------------- |
| 10 de diciembre de 2016 | "KIMI" (Qiao Ren Liang) | 1. Lolita (洛麗塔) 2. Na na na (吶吶吶) 3. Wo Men Dou Bu Huai (我們都不壞) 4. Huan Cheng Ba Shi (環城巴士) 5. Bu Cun Zai De Ni (不存在的你) 6. Pop Leader 7. Ran Shao (燃燒) 8. Yuan Xin (圓心) 9. Yian Gai Bian Er Mei Li (因改變而美麗) 10. Fu Huo (復活) 11. Yao - Chu Se (耀·出色) 12. You Are Beautiful 13. OCD: Obsessive-Compulsive Disorder (強迫症) 14. Xiao Hua (笑話) 15. Boom Boom Boom 16. Yu Wo Wu Guan (與我無關) 17. Guo Guang (火光) 18. Feng Kuang Ai (瘋狂愛) 19. Le Chao (樂潮) 20. Gen Wo Hui Jia De Mao (跟我回家的貓) | - junto a A Qiao junto a Zhu Yiabing - OST de "Days of Our Own" - |

### Miniálbum
| Fecha de lanzamiento | Título      | Lista de Canciones | Notas |
| -------------------- | ----------- | --- | ----- |
| 22 de agosto de 2014 | Excellent   | 1. Yao - Chu Se (耀·出色) 2. Obsession (強迫症) 3. Huo Guang (火光) 4. Crazy Love (瘋狂愛) 5. Trend (樂潮)                             |       |
| 27 de enero de 2008  | Start Today | 1. Gan Jue Wo De Ai (感覺我的愛) 2. Are U Ready 3. Tian Ping Zuo (天平座) 4. Jin Tian Kai Shi (今天開始) 5. Xin De Yue Ding (新的約定) |       |

### Singles
| Fecha de lanzamiento  | Título             | Lista de Canciones                             | Notas                                  |
| --------------------- | ------------------ | ---------------------------------------------- | -------------------------------------- |
| 1 de octubre de 2015  | Wo Men Dou Bu Huai | 1. Wo Men Dou Bu Huai (我们都不坏)             |                                        |
| 14 de febrero de 2009 | The Lovely You     | 1. The Lovely You (可愛的你) 2. The Lovely You | (versión en chino) (versión en inglés) |
| 15 de octubre de 2007 | Xin De Yue Ding    | 1. Xin De Yue Ding (新的约定)                  |                                        |

### Singles colaborativos
| Fecha de lanzamiento    | Título                 | Lista de Canciones                                                | Notas            |
| ----------------------- | ---------------------- | ----------------------------------------------------------------- | ---------------- |
| 15 de diciembre de 2015 | A Qiao x Qiao Renliang | 1. Bu Cun Zai De Ni (不存在的你) 2. Bu Cun Zai De Ni (不存在的你) | - (instrumental) |

## Premios y nominaciones
| Año  | Categoría                                 | Premio                             | Trabajo | Resultado |
| ---- | ----------------------------------------- | ---------------------------------- | ------- | --------- |
| 2015 | Mejor Ídolo a la Moda                     | Fashion Star Award                 | -       | Ganó      |
| 2013 | Artista Revelación                        | V Chart Award                      | -       | Ganó      |
| 2013 | Mejor Cantante                            | MusicRadio China TOP Ranking Chart | -       | Ganó      |
| 2013 | Mejor Canción - TOP 10                    | ERC Chinese Top Ten Award          | -       | Ganó      |
| 2013 | Artista Mundial                           | ERC Chinese Top Ten Award          | -       | Ganó      |
| 2012 | Artista con las Mejores Canciones         | Chinese Song Chart Award           | -       | Ganó      |
| 2010 | Artista con Mayor Potencial               | CMA Chinese Music Award            | -       | Ganó      |
| 2010 | Mejor Canción - TOP 10                    | ERC Chinese Top Ten Award          | -       | Ganó      |
| 2010 | Canción del Año - Premio de Oro           | MusicRadio China TOP Ranking Chart | -       | Ganó      |
| 2010 | Mejor Cantante                            | MusicRadio China TOP Ranking Chart | -       | Ganó      |
| 2010 | Actor de Película con Mayor Improvisación | LeTV Award                         | -       | Ganó      |
| 2009 | Mejor Canción - TOP 10                    | Music Pioneer Chart Award          | -       | Ganó      |
| 2009 | Mejor Nuevo Cantante                      | Music Pioneer Chart Award          | -       | Ganó      |
| 2007 | Mejor Nuevo Cantante                      | BQ Celebrity Score Award           | -       | Ganó      |